# 邹越
邹越（1964年—），演说家，曾于1985年赴欧洲学习，1989年毕业于布达佩斯罗兰大学工业自动化专业。因有感于国内外人员素质的反差而投身教育培训业。

## 批评
由于其演讲时过于动容，导致部分网友称其在“搞传销”。由于邹越在演讲活动中出售书籍，所以也被怀疑以感恩教育为名，行校园卖书之实。
2015年，其部分演讲视频被中国bilibili弹幕视频网站重新鬼畜制作。